# 교황 니콜라오 1세
교황 니콜라오 1세(라틴어: Nicolaus PP. I, 이탈리아어: Papa Niccolò I)는 제105대 교황(재위: 858년 4월 24일 - 867년 11월 13일)이다. 서유럽의 기독교 국가들 사이에서 교황의 위치를 격상시키는데 결정적인 역할을 했으며, 교황의 권위와 권력을 공고히 한 사람으로 기억되고 있다. 니콜라오 1세는 교황이 신앙과 도덕에 관한 문제에 있어서는, 모든 기독교도, 심지어 왕족들에게도 종주권을 지닌다고 주장했다.
그는 로타링기아 왕국의 로타르 2세 국왕이 자신의 아들 위그를 낳은 정부인 불데트라다와 혼인하기 위해 토이데베르가 왕비와의 혼인을 무효화해달라는 요청을 거부하였다. 863년 6월 메츠에서 개최된 지방 공의회는 로타르 2세와 토이데베르가의 혼인 무효를 허락하는 판결을 내리자, 니콜라오 1세는 뇌물이 거래되었을 것으로 보고, 일단 판결을 보류한 뒤 참가했던 고위 성직자들을 파문하고 그 결정들을 무효라고 선언하였다. 이에 로타르 2세가 로마를 포위 공격했음에도 그는 자신의 결정을 철회하지 않았다. 이 사건에 개입한 니콜라오 1세의 의도는 군주들로 하여금 기독교의 윤리를 잘 지키게 하고, 한 걸음 더 나아가 교황의 세속권 행사를 분명히 보여주려는 데 있었다. 한편 그가 재임하는 동안 동로마 제국과의 관계는 콘스탄티노폴리스 총대주교 자리의 인선 문제 때문에 악화되었다.

## 생애 초기
로마 공무원 테오도로의 아들로, 로마에서 유서 깊은 가문에서 태어난 니콜라오는 어렸을 때부터 훌륭한 교육을 받고 자랐다. 그는 경건하고 박애적이었으며, 모든 일을 능숙하게 처리하였고, 지식이 풍부하였으며, 웅변 실력이 뛰어났다. 젊은 시절부터 교회를 위해 일했던 그는 교황 세르지오 2세에 의해 차부제로 서품받았으며, 교황 레오 4세에 의해 부제로 서품받았다. 교황 베네딕토 3세가 선종했다는 소식을 들은 서로마 제국 황제 루트비히 2세(로타르 1세의 장남)는 교황 선거에 자신의 영향력을 행사하기 위해 로마에 들어갔다. 그 해 4월 24일 니콜라오가 교황으로 선출되어 주교로 서임되었으며, 성 베드로 대성전에서 즉위하였다. 이 자리에는 루트비히 2세(루도비쿠스 2세, 로타르 2세의 장남)도 참석하였다.
사흘 후, 니콜라오 1세는 황제를 위한 송별회를 열었다. 그는 직접 로마 귀족들을 대동하고 로마 성문 앞에 있는 황제의 막사를 찾아갔다. 막사보다 조금 떨어진 거리에 있던 황제는 말을 타고 교황을 마중나갔다.

## 교황
영적으로 메마른 데다가 이슬람교도들과 노르웨이인들의 잦은 습격으로 정치적 상황마저 불안했던 당시 서유럽에 있어서 교황은 명실상부 교회의 로마 수위권의 대변자로서 대두되었다. 니콜라오 1세는 기독교의 도덕적 가르침을 준수하고 하느님의 법을 수호함으로써 사람들이 이를 마땅히 잘 지키도록 만드는 것이 교황인 자신에게 주어진 소임이라고 굳게 믿은 사람이다.

### 주교들
라벤나의 대주교 요한은 교구민들을 상대로 폭정을 휘두른 인물이었다. 또한 그는 자신의 부주교들을 거칠게 대했으며, 돈을 상납할 것을 요구했으며, 불법적으로 사제들을 감금하였다. 여기에 더해, 그는 로마에 반대하는 자신의 입장을 관철시키기 위해 교황이 보낸 사절들을 혹사하고 문서들을 위조하기까지 하였다. 이에 니콜라오 1세는 요한에게 수차례 경고하였으나 회개의 조짐이 보이질 않았다. 그리하여 로마에 직접 와서 교회 법정에 출두하라는 명령을 세 번이나 내렸지만 이마저 무시하자 결국은 그를 파문 조치하였다. 그러자 요한은 당시 파비아에 있던 루트비히 황제를 찾아가서 황제의 사절 두 명과 함께 860년 가을 니콜라오 1세가 로마 시노드를 소집하기 전에 직접 로마를 방문하였다. 그 때 당시 요한은 로마를 피해 도망치고 있는 몸이었다.
그러자 니콜라오 1세는 라벤나로 직접 가서 모든 사건을 직접 재조사하고 공정하게 판결을 다시 내렸다. 요한은 다시 황제에게 찾아가 자신을 도와줄 것을 간청했으나, 황제는 그에게 교황에게 순명하고, 861년 11월에 소집되는 로마 시노드에 참석하라고 조언하였다. 요한은 황제의 조언대로 이행하여 파문이 풀렸지만, 나중에 파문 상태인 트리어와 쾰른의 대주교들과 협정을 맺기 위한 논의에 들어가자, 그 이유로 또 다시 파문을 당해서 재차 교황에게 굴욕을 당하고 말았다. 니콜라오 1세와 갈등을 빚은 또 다른 주교는 랭스의 힝크마르 대주교였다. 힝크마르 대주교와의 대립은 교황의 특권과 관련된 문제였다. 수아송의 로타드 주교는 861년에 소집된 수아송 시노드에서 자신을 주교직에서 파면시키기로 결의하자, 이에 반발하여 교황에게 즉각 항소하였다. 힝크마르는 교황에 대한 항소를 반대했지만, 결국 중요한 법적 소송을 받아들여 그것에 대해 독립적인 판결을 내릴 수 있다는 교황의 특권을 인정하게 된다. 뿐만 아니라 부르주 교구의 성직자 불파드의 성직 승품 문제를 둘러싸고 교황과 힝크마르 간의 분쟁이 다시 일어났지만, 역시 이번에도 최종적으로 힝크마르는 교황의 뜻에 순명하였다. 그리고 프랑크 시노드는 교황의 뜻에 따른 결의를 채택하였다. 이러한 사건들은 서방 교회에 대하여 강력한 교황권이 확립되는 계기가 되었다.

### 혼인법
니콜라오 1세는 기독교의 규율을 지키고 관철시키기 위해 부던히 노력했는데, 특히 혼인법에서 더욱 그러했다. 보소 배작의 아내인 잉기트루드가 애인이 생겨 남편을 버리고 떠나는 일이 발생하자, 니콜라오 1세는 해당 지역 주교들에게 그녀가 남편에게 돌아가지 않을 시 파문하라고 명령했다. 860년 잉기트루드는 밀라노 시노드에 출두하라는 명령을 받았으나 무시하였다. 그러자 교회는 즉각 그녀를 파문을 내렸다.
니콜라오 1세는 또한 혼인의 불가침성을 수호하기 위해 로타링기아의 주교들과 사투를 벌였다. 로타링기아의 로타르 2세 국왕은 자신의 아들을 낳아 준 불데트라다와 혼인하기 위하여 자신의 합법적인 아내인 토이데베르가 왕비를 포기하기로 결심하였다. 862년 4월 28일 아헨 시노드에서 로타링기아의 주교들은 교회법에서 규정한 것과는 정반대로, 로타르 2세와 불데트라다의 혼인을 승인하였다. 로타르 2세에게 뇌물을 받은 교황의 사절단은 아헨 시노드의 결정에 찬성하였으며, 시노드에 불참한 토이데베르가에게 유죄 판결을 내렸다. 이를 알게 된 니콜라오 1세는 이 문제를 자신이 직접 심사하기로 결정하였다. 교황의 사절단 자격으로 아헨 시노드에 파견을 갔던 쾰른의 귄터 대주교와 트리어의 티에트가우드 대주교는 863년 10월 라테라노 시노드에 소환되었다. 그 자리에서 교황은 두 대주교 뿐만 아니라 라벤나의 요한 대주교와 베르가모의 하가노 대주교에게까지 죄를 묻고 모두 대주교 자리에서 물러나게 하였다. 루트비히 2세 황제는 니콜라오 1세가 문제가 된 대주교들을 면직시킨 것을 수용했지만, 로타르 2세는 이에 반발하여 직접 군대를 이끌고 진격하여 로마를 포위하였다. 그러자 니콜라오 1세는 성 베드로 대성전에서 식사도 하지 않은 채 이틀 동안 칩거하였다. 그러나 그는 자신이 내린 결정을 번복할 생각은 추호도 없었다. 엔겔베르가가 두 사람의 화해를 주선하였으며, 그 결과 로타르 2세는 로마에 대한 포위를 풀어 군대를 철수했으며 니콜라오 1세는 파면시켰던 대주교들을 복직시키기로 하였다. 니콜라오 1세는 로타르 2세와 그의 합법적인 아내 사이를 화해시키려는 노력을 멈추지 않았지만, 별다른 효과를 거두지는 못했다.
니콜라오 1세가 개입한 또 다른 혼인 문제는 서프랑크 왕국의 군주이자 서로마 제국의 황제인 대머리왕 카를 2세의 딸 플랑드르의 유디트의 사건이었는데, 그녀가 아버지의 허락 없이 플랑드르 백작 보두앵 1세와 혼인한 것이었다. 프랑크 주교들은 유디트를 즉각 파문하기로 결의를 모았으며, 랭스의 힝크마르 또한 유디트의 혼인을 인정하는 것에 반대한다는 입장에 섰다. 하지만 니콜라오 1세는 혼인의 자율성을 지키기 위해 두 사람의 혼인을 관용에 따라 인정하였다.

### 동방 교회와의 관계
동방 교회에서는 교회법상 교황에게 ‘동등함 가운데 첫 번째’라는 명예상의 자리를 적시한 반면에, 니콜라오 1세는 동서방 교회를 아우르는 실질적인 권한을 가진 최고 사목권자로서의 지위를 주장함으로써 교황권을 더욱 강화하려고 하였다. 857년 콘스탄티노폴리스 총대주교 이그나티오스가 강요에 의해 파직당하고, 포티오스가 교회법 규정에 어긋나게 총대주교 자리에 오르는 사건이 일어났다. 이에 니콜라오 1세는 862년 5월 8일 동방 교회의 다른 총대주교들에게 포티오스를 콘스탄티노폴리스 총대주교로 인정하는 것을 거부할 것을 요청했으며, 뒤이어 863년 4월에 열린 로마 시노드에서 포티오스의 죄를 물어 그를 파문하였다.
동로마 제국의 미카엘 3세 황제의 뜻에 따라, 포티오스는 858년 콘스탄티노폴리스 교회의 총대주교로 선출되었다. 이에 대해 동방 교회에서는 879년 말엽에 교회회의를 통해 포티오스의 선출은 교회법에 따라 합법적인 것이었다고 확인하였다. 따라서, 이그나티오스가 총대주교로 선출된 것은 교회법적으로 유효하지 않은 반면에 포티오스는 적법한 절차에 따라 선출되었다고 선언하였다. 여기에 더해, 니케아 콘스탄티노폴리스 신경의 필리오케 문제와 같은 교리적 문제 뿐만 아니라 로마 주교좌의 관할 구역인 이탈리아 남부와 시칠리아를 콘스탄티노폴리스 교회가 무단으로 점령한 관할권 분쟁 등으로 로마와 콘스탄티노폴리스 간의 반복은 더욱 깊어져 갔다. 더불어 동방 교회는 교황의 수위권 교리를 강하게 밀어붙이는 니콜라오 1세의 행동에 대해 분개하였다. 그리하여 867년 콘스탄티노폴리스 시노드에서는 니콜라오 1세를 파문한다는 선언과 더불어 당시 아직 이방 종교 국가였던 불가리아를 개종시켜 서방 교회에 편입시키려는 시도와 니케아 콘스탄티노폴리스 신경에 필리오케 문구를 삽입한 것에 대해서도 반대한다는 입장을 표명했다.
불가리아의 보리스 1세 공작은 기독교로의 개종에 관심을 갖게 되었으며, 863년 동프랑크 왕국의 루트비히 2세가 보낸 서방 교회의 성직자들이 불가리아 선교를 시작했다. 그 해 후반에 동로마 제국은 기근과 자연재해로 인한 어려움을 충당하기 위해 불가리아를 침공하였다. 보리스 1세는 순순히 투항할 것을 강요받았다. 당시 불가르족 대다수가 여전히 기독교에 대한 반감이 심했기 때문에 보리스 1세는 비밀리에 비잔티움 전례에 따라 세례를 받았다. 동로마 황제는 그의 대부가 되었으며, 트라키아 영토에 대한 소유권도 인정해 주었다.
동로마 황제가 불가리아에 큰 영향력을 끼치면서도 자치 독립의 지위를 보장한 것에 대해 포티오스는 마음내키지 않았다. 866년 8월 보리스 1세는 교회의 가르침과 규율에 대한 106개의 질문을 묻기 위해 니콜라오 1세에게 특사를 보냈다. 니콜라오 1세는 이에 대한 답장을 써서 보냈는데, 제목은 《불가르족의 질문들에 대한 교황 니콜라오의 대답들》(Responsa Nicolai Pupae ad Consulta Bulgarorum)이다. 그는 답장과 더불어 선교를 위해 자신의 특사를 보냈는데, 훗날 교황으로 선출되는 포르모소 주교였다. 870년 콘스탄티노폴리스 주교회의에서는 불가리아 교회에 자치권을 부여하고 그리스인 사제들을 선교사로 파견하기로 결의하였다. 그리스인 사제들은 시간이 흐르면서 불가리아인 사제들로 대체되었다.

## 평가와 영향
니콜라오 1세는 교회의 선교 활동을 장려하였다. 그는 브레벤 대교구와 함부르크 대교구의 합병을 승인하였으며, 브레멘의 대주교인 안스가리오와 그의 후임자들에게 덴마크와 스웨덴, 슬라브족에 대한 교황 특사로서의 지위를 부여하는 것을 공식화하였다. 교회 안의 여러 문제를 처리하는 과정에서 그는 공식적인 결정을 담은 문헌들을 발표했으며, 자신들에게 주어진 직무를 태만히 하는 주교들에 대해서도 강하게 질책하며 적극적으로 처벌하였다.
니콜라오 1세는 또한 로마의 여러 성당에 기부금을 보냈으며, 신자들의 종교적 생활을 향상시키려고 노력하였다. 그는 개인적으로 기독교적 금욕주의 정신에 입각한 경건한 생활을 하였다. 프룸의 레지노는 니콜라오가 로마 시민들과 동시대 사람들로부터 큰 존경을 받았다고 증언하였다 (Chronicon, "ad annum 868," in "Mon. Germ. Hist." Script.", I.579).
사후 후임자인 교황 하드리아노 2세에 의해 시성되었다. 축일은 11월 13일로 지정되었다.
니콜라오 1세는 모든 성당에 수탉 조형물을 설치할 것을 지시하는 교령을 발표하였다. 수탉은 그리스도를 배신한 성 베드로를 기억하는 종교적 조형물로서, 오늘날에도 많은 성당이 수탉 조형물을 설치하고 있다.

## 같이 보기
- 교황 목록